# Psittacula
Psittacula är ett fågelsläkte i familjen östpapegojor inom ordningen papegojfåglar. Släktet omfattar vanligen 13 nu levande arter som främst förekommer i södra Asien och Sydostasien, från Afghanistan till Borneo, men också med en art i Afrika söder om Sahara och en på Mauritius i Indiska oceanen:
- Gråhuvad parakit (P. finschii)
- Himalayaparakit (P. himalayana)
- Äppelhuvad parakit (P. roseata)
- Plommonhuvad parakit (P. cyanocephala)
- Mustaschparakit (P. alexandri)
- Lavendelparakit (P. derbiana)
- Långstjärtad parakit (P. longicauda)
- Ghatsparakit (P. columboides)
- Smaragdparakit (P. calthrapae)
- Storparakit (P. eupatria)
- Halsbandsparakit (P. krameri)
- Mauritiusparakit (P. eques)
- Nikobarparakit (P. caniceps)

Ytterligare tre arter har dött under holocen:
- Seychellparakit (P. wardi) – utdöd
- Rodriguesparakit (P. exsul) – utdöd
- Gråparakit (P. bensoni) – utdöd, placeras av vissa i Lophopsittacus

Genetiska studier visar dock att arterna i Psittacula inte är varandras närmaste släktingar, där vissa står närmare Tanygnathus. Vissa, som Birdlife International, har därför valt att dela upp släktet i flera mindre släkten, enligt följande:
- Himalayapsitta
  - Gråhuvad parakit (H. finschii)
  - Himalayaparakit (H. himalayana)
  - Äppelhuvad parakit (H. roseata)
  - Plommonhuvad parakit (H. cyanocephala)
- Psittacula i begränsad mening
  - Mustaschparakit (P. alexandri)
  - Lavendelparakit (P. derbiana)
  - Nikobarparakit (P. caniceps)
- Belocercus
  - Långstjärtad parakit (B. longicauda)
- Nicopsitta
  - Ghatsparakit (N. columboides)
  - Smaragdparakit (N. calthrapae)
- Palaeornis
  - Storparakit (P. eupatria)
  - Seychellparakit (P. wardi) – utdöd
- Alexandrinus
  - Halsbandsparakit (A. krameri)
  - Mauritiusparakit (A. eques)
  - Rodriguesparakit (A. exsul) – utdöd